# Sceny z życia smoków
Sceny z życia smoków – humorystyczna współczesna baśń napisana przez Beatę Krupską. Po raz pierwszy wydana przez Wydawnictwa Radia i Telewizji w 1987. 
Książka w 15 scenach opowiada o Smokach (m.in.: Smoku Antonim, Wincentym Smoku, Smoku Zygmunta i Tortowym Smoku Urodzinowym), Żabie, Makraucheni, Łysym Psie i innych bohaterach. Została zaadaptowana również do innych form, była na przykład czytana przez Krzysztofa Kowalewskiego w programie telewizyjnym 5-10-15, na jej podstawie zrealizowano też przedstawienie teatralne oraz serial animowany (1994–1997, scenariusz Andrzej Grabowski).

## Spis scen
1. SCENA PIERWSZA W małym lasku spotykamy dwa duże smoki
2. SCENA DRUGA Zapoznajemy się ze smoczą muzyką
3. SCENA TRZECIA O tym, jak ciężki jest los żaby
4. SCENA CZWARTA Dowiadujemy się, że smok to nie ptak
5. SCENA PIĄTA O smoczym budownictwie i co z tego wynikło
6. SCENA SZÓSTA O tym, jak nieprzyjemnie jest być warzywem
7. SCENA SIÓDMA O tym, co może się wydarzyć podczas prania
8. SCENA ÓSMA Bardzo smutna i straszna opowieść Makraucheni
9. SCENA DZIEWIĄTA Dowiadujemy się czego nam brakowało w dniu urodzin
10. SCENA DZIESIĄTA Dowiadujemy się wielu rzeczy o żabich nogach
11. SCENA JEDENASTA Dowiadujemy się, że pierogi ze śliwkami rozwijają zdolności muzyczne u krokodyli
12. SCENA DWUNASTA O rozwiązywaniu bardzo ważnych problemów za pomocą nauszników z owczej wełny
13. SCENA TRZYNASTA W poszukiwaniu tumana
14. SCENA CZTERNASTA Dowiadujemy się, że smok jest zwierzęciem domowym
15. SCENA PIĘTNASTA i ostatnia